# 锦绣光壳蛤
是帘蛤目帘蛤科光殼蛤屬的一种。主要分布于越南、印度尼西亚、中国大陆、台湾，常栖息在岛礁46米深的泥质沙底。